# Raxendorf
Raxendorf település Ausztriában, Alsó-Ausztria tartományban, a Melki járásban. Tengerszint feletti magassága 506 méter, területe 36,24 km².

## Elhelyezkedése
Raxendorf Kirchschlag, Kottes-Purk, Mühldorf, Maria Laach am Jauerling, Weiten és Pöggstall településekkel határos.

## Népesség
| 2016 | 1 051 |
| 2018 | 1 050 |